# Côte de Cadoudal
Pour les articles homonymes, voir Cadoudal.
La côte de Cadoudal est une portion de la route départementale 126 à l'entrée du bourg de Plumelec dans le Morbihan. Sa pente prononcée, célèbre dans le milieu du cyclisme, en fait un lieu de passage ou d'arrivée régulier des courses régionales, nationales et même du Tour de France à plusieurs reprises.

## Description

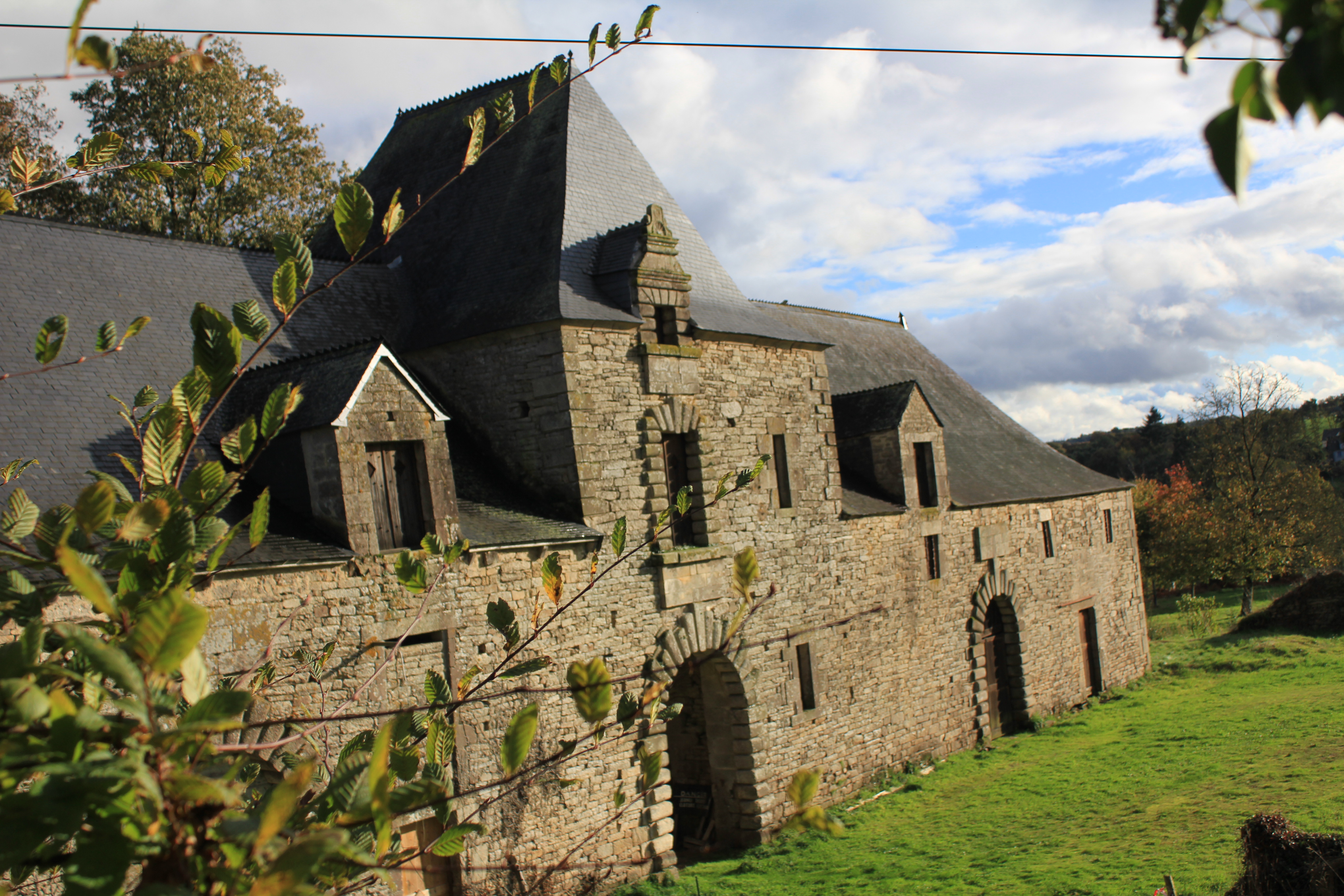
Le manoir de Cadoudal, en bas de la côte.

La côte de Cadoudal présente une pente moyenne de 6,2 % sur une distance de 1,7 km, l'altitude passant de 50 m au niveau du manoir de Cadoudal et du pont sur la Claie à 156 m dans le bourg.

## Courses cyclistes

### Tour de France
Quatre étapes du Tour de France se sont conclues au sommet de la côte de Cadoudal : en 1982 (contre-la-montre par équipes, victoire de l'équipe Ti-Raleigh), 1997 (victoire d'Erik Zabel), 2008 (victoire d'Alejandro Valverde) et 2015 (contre-la-montre par équipes de la 9e étape, victoire de BMC), ainsi que le prologue du Tour 1985 (victoire de Bernard Hinault). 
Le Tour 2021 passe également à Cadoudal lors de la 3e étape sillonnant le Morbihan entre Lorient et Pontivy. Le coureur néerlandais Ide Schelling de l'équipe Bora-Hansgrohe passe au sommet en tête.

### Championnats de France
Les championnats de France de cyclisme sur route ont emprunté cette côte à trois reprises : 1973 (victoire de Bernard Thévenet), 1979 (victoire de Roland Berland) et 2003 (victoire de Didier Rous). Les championnats 2020 devaient se dérouler également à Plumelec avec l'ascension de celle-ci mais ont été décalés dans la commune voisine de Grand-Champ, après un désistement de la mairie,.

### Grand Prix de Plumelec
Dès la création de l'épreuve en 1974, la côte de Cadoudal voit passer les concurrents du Grand Prix de Plumelec, rebaptisé Grand Prix de Plumelec-Morbihan en 2006. Cette course d'un jour a vu gagner des cyclistes célèbres, comme Laurent Fignon, Marc Madiot ou Thomas Voeckler. En 2021 et 2022, l'épreuve dorénavant appelé Grand Prix du Morbihan, quitte la commune de Plumelec pour la ville voisine de Grand-Champ.

### Autres courses
Les championnats d'Europe de cyclisme sur route en septembre 2016 sont organisés à Plumelec. Les épreuves en ligne se débutent et terminent au sommet de la côte. Lors de la course en ligne des hommes élites, c'est le slovaque Peter Sagan qui s'impose devant le français Julian Alaphilippe.
Depuis l'édition 1997, la côte de Cadoudal constitue l'arrivée de la Manche-Atlantique.
La 1re étape du Tour de France Femmes 2025 se conclut par trois tours d'une boucle autour de Plumelec avec une ligne d'arrivée au sommet de la côte de Cadoudal. Seul le deuxième passage rapporte des points au classement de la montagne, la côte étant classée en 3e catégorie. La Suissesse Elise Chabbey y passe en tête.